# Ramos Mejía
Ramos Mejía è una città dell'Argentina, situata nella provincia di Buenos Aires, dipartimento della Matanza. Fa parte del primo cordone urbano della Grande Buenos Aires, nel cui settore occidentale è uno dei maggiori distretti commerciali. Conta 98 547 abitanti.

## Geografia fisica
Ramos Mejía è situata sulle vie di comunicazione più importanti della Zona Ovest di Buenos Aires: Avenida Rivadavia (Ruta Nacional 7), Avenida Gaona (Autostrada Acceso Oeste), Ferrovia Sarmiento, Avenida Díaz Velez e Avenida Mosconi. La superficie occupata dalla città è di 11,9 km². La distanza che la separa dal chilometro zero è poco più di 14 km e, al confine estremo, non raggiunge i 18; la "lunghezza" della città è dunque poco meno di 4 km e la sua "larghezza" circa 5.
Ramos Mejía confina con le località di Haedo, Ciudadela, Villa Luzuriaga, San Justo, Lomas del Mirador e Villa Sarmiento.

## Storia
Il villaggio di Ramos Mejía ottenne dignità di Città con la legge provinciale 6802, approvata il 17 settembre 1964 e promulgata quattro giorni dopo.
La sua storia inizia intorno alla metà del XVIII secolo, con l'arrivo sul Río de la Plata del sivigliano Gregorio Ramos Mejía. Ramos ebbe tredici figli, sette femmine e sei maschi. Uno di essi, Francisco Hermógenes (1773), a ventisei anni partì alla volta dell'Alto Perù in cerca di maggiori opportunità di lavoro. Stabilitosi a La Paz contrasse matrimonio con María Antonia Segurola, e due anni dopo decise di rientrare con lei in Argentina per investire parte della fortuna che avevano accumulato. Acquistarono così dal Comisario de Guerra y Factor Juez Oficial Real Martín José de Altolaguirre, nella regione della Matanza, un appezzamento terriero che fu registrato a loro nome il 25 ottobre 1808. Questo terreno formava un vasto quadrilatero dal fiume Matanza alle colline di boschi da taglio che si estendevano fino al Palomar de Caseros, per una superficie di oltre seimila ettari. Tale area comprende tutto l'odierno territorio urbano della città di Ramos Mejía.
Francisco, capostipite nella regione della dinastia dei Ramos Mejía, viene considerato il responsabile del primo scisma religioso del paese. La sua interpretazione "puritana" dei vangeli aveva provocato la reazione del padre domenicano Francisco de Paula Castañeda, e all'inizio del 1821 egli fu confinato dalle autorità nazionali nell'area della fattoria Los Tapiales. La condanna oppresse il suo animo, minò la sua salute e accelerò la sua morte, sopraggiunta a 55 anni il 5 maggio 1828.
Dal matrimonio di Ramos e María Antonia erano nati cinque figli, uno dei quali cadde prigioniero nella battaglia di Quebracho Herrado e finì poi sgozzato a Córdoba, nel 1840. Gli altri due figli maschi, Matías ed Ezequiel, erano rientrati a Buenos Aires dal confino; le femmine, Marta e Magdalena, erano andate in spose rispettivamente a Francisco Bernabé Madero e a Isaías de Elía.
La fattoria restò allora nelle mani della vedova, María Antonia Segurola, in un momento delicato che vedeva il paese in preda all'anarchia e alla lotta tra unionisti e federalisti. Governava allora la provincia bonaerense il colonnello federalista Manuel Dorrego, cui il destino avrebbe riservato di lì a qualche mese il disastro di Navarro, dove fu fucilato il 13 dicembre 1828.
Al divampare della battaglia di Puente Márquez, tra federalisti e unionisti, e dopo l'insurrezione dei Libres del Sur a Dolores, i figli di Ramos Mejía si unirono alle forze del generale Lavalle; e in occasione della firma del Patto di Cañuelas (1829) ospitarono il comandante a Los Tapiales. L'episodio avrebbe provocato la confisca della tenuta da parte del generale Rosas, una situazione durata dal 1840 al 1853. Recuperata la proprietà, María Antonia trovò la fattoria devastata da vandali e ladri di bestiame.
Dopo la battaglia di Caseros (1852) e il conseguente allontanamento di Rosas, il paese dovette ancora sopportare un periodo di forti turbolenze politiche, ma si avvertiva già un generale desiderio di consolidamento delle istituzioni e di creazione di una situazione favorevole allo sviluppo economico. Al processo di ricostruzione l'azienda dei Ramos partecipò attivamente.
María Antonia aveva all'epoca oltre settant'anni, e decise di ripartire la proprietà tra i figli. Suddivisa la tenuta fra i quattro eredi, la famiglia stabilì di delineare la pianta del villaggio. Come assi meridionali furono assunte le tre strade esistenti (corrispondenti oggi alle Avenidas de Mayo, Rivadavia e San Martín), e le vie del paese furono poi sviluppate sul modello della pianta a scacchiera adottata in epoca coloniale per tutti i nuovi centri urbani. Tale pianta traeva origine dalle Leyes de Indias dettate dal re di Spagna nel XVI secolo, le quali avevano imposto unità costruttive minime dette manzanas, blocchi di 150 varas (= 125 m) di lato.
María Antonia Segurola de Ramos Mejía morì il 4 febbraio 1860. Nel 1858 il primo treno aveva raggiunto la regione, fermandosi in quella che venne chiamata stazione General San Martín, nel luogo dove oggi sorge la stazione di Ramos Mejía. Trainato dalla locomotrice detta La Porteña, il convoglio aveva due vagoni passeggeri più piccoli di un antico tram. I Ramos Mejía avvertirono l'importanza strategica della stazione ferroviaria e donarono quattro manzanas al servizio pubblico.
Nel corso degli anni, i vasti fondi posseduti dai fratelli Ramos cambiarono proprietario per via ereditaria o contrattuale, venendo a parcellizzarsi entro diverse mani. Così il paese acquistò via via una fisionomia peculiarissima, poiché nelle varie frazioni dell'antico latifondo furono fondate numerose abitazioni rurali, con parchi curati, dove molte famiglie benestanti e notabili dell'alta società bonaerense stabilirono residenze estive o per il fine settimana. Queste residenze trainarono la crescita della regione, e il tempo libero e il prestigio sociale la resero un luogo esclusivo.
La selciatura dell'Avenida Rivadavia nel 1904, le migliorie all'Avenida de Mayo nel 1913 e il lastricamento degli anni trenta produssero effetti positivi sulla qualità della vita degli abitanti. Nel 1921 nacque il primo servizio di trasporto pubblico a trazione autonoma, embrione della compagnia che sarebbe diventata la Transporte Ideal San Justo. Nel 1923 arrivò anche l'elettrificazione della linea ferroviaria (Ferrocarril Oeste) lungo la tratta Once-Moreno che venne così collegata con la metropolitana verso Plaza de Mayo. Lo slogan dell'epoca era: del subte al tren sin cambiar de andén ("dalla metro al treno senza cambiare binario").
Nel 1925 l'impresa Furst Zapiola & C. liquidò 25 manzanas in 502 lotti. La crescita immobiliare e la modernizzazione non si arrestavano. L'abitazione della signora Marta Ramos Mejía era situata a varie centinaia di metri a nord della stazione ferroviaria, adiacente verso nordest ai terreni del fratello Matías, che poi divennero di proprietà del figlio José María e della moglie Celia de las Carreras. Verso il 1900 la famiglia Madero aveva ceduto la casa alla famiglia Narbondo, che l'aveva mantenuta fino al 1926, allorché essa fu acquistata dal collegio Ward di Villa Sarmiento. L'intera proprietà copriva una superficie di 72.445 m², riccamente alberata, e includeva un vasto casermone con pareti dello spessore di 60 cm, che esiste ancora, circondato dal parco del collegio, e sembra essere l'edificio più antico di Ramos Mejía. Nel gennaio 1944 il collegio Ward acquistò dagli eredi di José María Ramos un ulteriore fondo di 47000 m², adiacente a quello che già possedeva.

## Monumenti e luoghi d'interesse
Situata a breve distanza dal centro di Buenos Aires, Ramos Mejía ha rapide vie d'accesso alle autostrade. Possiede importanti edifici storici, chiese interessanti, collegi prestigiosi con sedi imponenti, quartieri residenziali notevoli. Gode di un'intensa vita notturna, di centri culturali d'alto livello e di un centro commerciale con vasta offerta di prodotti e servizi.
Fra i principali luoghi di interesse si ricordano i seguenti.

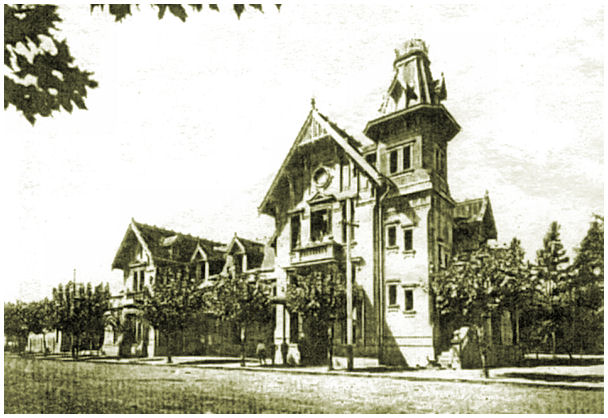
La stazione di Ramos Mejía, disegnata dall'architetto olandese John Doyer, come appariva all'inizio del XX secolo.

- La Estación de Tren è patrimonio della città. La casona della stazione ha un valore altamente simbolico come "fulcro" della storia locale, e a Ramos Mejía non esistono altri retaggi della stessa importanza. Il Museo y Archivo Histórico della Matanza ha fra i suoi obiettivi il restauro della casona, che ha ormai più di un secolo ed è in abbandono. Secondo il progetto dovrebbe essere trasformata in museo; per questo motivo, nel 2000, la società Trenes de Buenos Aires ha offerto l'edificio in comodato al comune onde crearvi uno spazio destinato alla memoria storica della città.
- La Casa de la Cultura. È ubicata in Calle Belgrano, a pochi metri da Avenida de Mayo, e costituisce il centro principale delle attività culturali della città. Situata in un edificio di stile spagnolo, l'istituzione dipende dal comune e offre un'ampia varietà di servizi. All'interno dell'edificio si trova il Teatro Leopoldo Marechal, uno dei più importanti dell'area metropolitana: esso ospita rappresentazioni d'ogni genere e offre tutte le settimana spettacoli teatrali di rilievo, in programma contemporaneamente a Buenos Aires. Interessante è la facciata con torretta e belvedere, così come le artistiche inferriate di balconi e finestre e i portoni di legno.
- L'Associazione Gioventù Italiana «Corrado Alvaro», sita in Calle Bolivar 47, è un altro importante centro culturale della città. Essa offre corsi di italiano, inglese, portoghese, francese e giapponese, insieme a discipline come il teatro, la gastronomia, le sculture di frutta e verdura, l'informatica, il canto, l'origami. Possiede inoltre una corale che ha partecipato a eventi nazionali e internazionali. L'associazione ha promosso e cura il primo museo dell'immigrazione italiana in Argentina, la cui mostra itinerante ha avuto successo in varie regioni del paese sudamericano.